# Vellore
Vellore – miasto w południowych Indiach, w północnej części stanu Tamilnadu, nad rzeką Palaru (uchodzi do Zatoki Bengalskiej), stolica dystryktu Vellore. Około 188 tys. mieszkańców.